# 水口創太
水口 創太（みなくち そうた、1999年8月9日 - ）は、滋賀県大津市出身のプロ野球選手（投手・育成選手）。右投右打。福岡ソフトバンクホークス所属。
理学療法士の資格を持つ現役プロ野球選手。

## 経歴

### プロ入り前
大津市立晴嵐小学校時代から「晴嵐スポーツ少年団野球部」で軟式野球を始め、大津市立北大路中学校では同校の軟式野球部に在籍する。
高校は市内の滋賀県立膳所高等学校に進学。2年生の秋からエースとなり、3年生の夏は第99回全国高等学校野球選手権滋賀大会でベスト16に進出するも、滋賀県立水口高等学校に10対2で敗れた。
1年間の浪人を経て京都大学医学部人間健康科学科に進学。3年生時の2021年10月13日に行われた関西学生野球連盟秋季リーグ戦、対同志社大学戦において、自己最速の152km/hの速球を計測し注目される。
2022年10月20日に行われたプロ野球ドラフト会議にて、福岡ソフトバンクホークスから育成ドラフト7位指名された。京都大学野球部からのドラフト指名は2014年の田中英祐に次いで2人目だが、医学部からは初めての指名となる。11月12日、支度金300万円、年俸400万円（金額は推定）で契約合意に達し、12月5日、BOSS E・ZO FUKUOKAで入団発表会見が行われた。
背番号は164。

### プロ入り後
2023年、大学の卒業試験のために、球団の理解を得たうえで、新人合同自主トレは1月下旬に途中離脱し、宮崎での春季キャンプは2月7日からの参加。また理学療法士の国家資格試験のために同月中旬に春季キャンプを離脱するなど、勉強とキャンプを両立する苦しい生活が続いた。その結果、3月23日に晴れて理学療法士の試験に合格する。しかし右肩を痛めてリハビリ組に回り、本格的な復帰は6月にずれ込んだ。そのためシーズンでは二軍公式戦の登板はなく、三軍・四軍戦で16試合の登板で15回2/3を投げ、1勝0敗、防御率6.32の成績を残す。
2024年、1月に右膝の手術を受ける。5月9日の三軍戦で実戦復帰した。

## 選手としての特徴
194cmの長身から投げ下ろす最速152km/hの速球と、変化球はカットボールとスライダー、フォークを投球する大型右腕。

## 詳細情報

### 背番号
- 164（2023年 - ）

### 登場曲
- 「Believer」 Imagine Dragons（2023年 - ）
- 「Wasted Nights」  ONE OK ROCK（2023年 - ）